# 清水依与吏
清水 依与吏（しみず いより、1984年〈昭和59年〉7月9日 - ）は、日本の男性シンガーソングライター。スリーピースロックバンド・back numberのボーカルである。群馬県太田市出身。身長169.8cm。血液型AB型。既婚。

## 来歴
2004年、群馬県にてロックバンドback numberを結成。ボーカル、ギター担当。インディーズ時代は左官屋をやりながらバンド活動をしていた。
2016年2月6日、母校である 伊勢崎商業高等学校を訪問。ご当地アイドルで卒業生でもある礒干彩香（AKAGIDAN）とトークショーで共演した。
2018年11月、2014年に一般女性と結婚し男児をもうけていた事を公表した。
2020年10月には自身のTwitterを開設。

## 人物
ニックネームは「いより」、「いっくん」、「いよさん」、「いよりさん」、「いよりん」などがある。2歳上の姉が一人いる。「依与吏」という名前は陶芸家である父親が名付けた。父親には「ひらめき」「意味はない」と言われたが、画数は気を配ってくれているとインタビューで話している。
同バンドの作詞作曲の全てを担っている。地元をモチーフに作詞した曲も多々ある。
シングル『青い春』『ヒロイン』『手紙』、配信シングル『黒い猫の歌』、アルバム『MAGIC』 のそれぞれのジャケットは清水が撮影した写真である。
好きな食べ物はラーメンと蕎麦。アイスでは「ブラック/チョコレートアイスバー」が好き。iPhoneを愛用道具としている。メロディーなどが思い付いた時に、ボイスレコーダーを立ち上げ吹き込めたり、楽曲の歌詞などもメモできるからとのこと。好きな言葉は「臨機応変」。
学生時代は陸上部に所属し、中学時代には4×200mリレーで全国大会に出場し8位に入賞。4×200mリレーの記録は現在も群馬県記録である。また、高校ではやり投や走り幅跳びをやっていた。
バンドを始める前にはお笑いを勉強していた。当時の彼女がお笑い好きだったためである。
主に影響を受けたアーティストはMr.Children、コブクロ、桑田佳祐、槇原敬之である。
清水依与吏のファンは通称「いよらー」と呼ばれている。

## 使用機材
ライブにおいてはnash guitarsやFenderのテレキャスターを主に使用しているが、レコーディングやミュージック・ビデオではレスポール、ストラトキャスター、ES-335、casinoなど様々なギターを使用している。また、エフェクターはlovepedal kalamazooやBOSS BD-2といった歪みエフェクターを中心としたボードを使用。「高嶺の花子さん」のイントロはEventide Timefactorを使用している。アンプはMarshall blues bleaker (1962) 及び Marshall PA20を使用。なお、インディーズ時代は、3万円で買ったFender JapanのテレキャスターやPGMのストラトキャスターなどを愛用しており、アンプはFender bassman、Marshall JCM900などを使用していた。なお、テレキャスターについては、2018年のドームツアーにおいて「西藤公園」、「重なり」の演奏で数年ぶりに使用された。
アコースティックギターは、Martin D-28やGibson Advanced Jumboなどを使用。また、プロデューサーの島田昌典氏に影響を受けてGibson J-200を年代別で数本所持している。